# 道しるべ (絢香の曲)
『道しるべ』(みちしるべ)は日本の歌手絢香の8作目の配信限定シングル。

## 解説
単独名義での配信限定シングルとしては、2017年の『サクラ』より約2年半ぶりとなる。
本作はファッションブランドの『earth music & ecology』の新CMのために書き下ろされた楽曲であり、絢香が第2子の妊娠中に制作された。

## 収録曲
1. 道しるべ (3:41)
作詞・作曲：絢香、編曲：河野圭
earth music & ecology「服という商品は。～ニンビン篇・ハノイ篇・ベトナム篇～」CMソング